# Wapen van Mexico (staat)

Wapen van Mexico

Het wapen van Mexico is sinds 16 april 1941 het officiële symbool van de Mexicaanse staat met dezelfde naam als het land Mexico.
Sinds haar stichting in 1824 tot 1941 had Mexico geen wapen. Gouverneur Wenceslao Labra sprak in 1940 de wens uit om toch een eigen wapen te hebben en riep geschiedkundigen en kunstenaars op om hun ideeën kenbaar te maken. Op 9 april 1941 werd een ontwerp van de hand van Pastor Velázquez aangenomen; zeven dagen later werd het officieel in gebruik genomen. Velázquez' ontwerp toonde het motto Patria, Libertad, Trabajo y Cultura ("Vaderland, Vrijheid, Arbeid en Cultuur"). Op 6 januari 1995 werd het ontwerp iets aangepast en het motto verkort tot Libertad, Trabajo y Cultura.
Het wapen bestaat enkel uit een versierd schild. Bovenin staat de adelaar uit het Mexicaanse nationale wapen met daaronder achttien bijen als verwijzing naar de achttien juridische districten waarin de staat is onderverdeeld.
Linksboven in het midden van het schild staan afbeeldingen van de Nevado de Toluca, de piramide van de zon van Teotihuacán en de indianengod tollo waarnaar de staatshoofdstad Toluca de Lerdo is vernoemd. Rechtsboven wordt de vrijheid gesymboliseerd door middel van kruizen die verwijzen naar de Slag bij Monte de las Cruces ("Berg van de Kruizen") in 1810. Onder in het schild worden, met zonnestralen op de achtergrond, werk en cultuur gesymboliseerd door landbouwwerktuigen en een boek. Onder het boek staan agaven als verwijzing naar de gemeenten in de staat.
Het wapen staat centraal in de niet-officiële vlag van de staat Mexico.